# Martin Ridge (bergstopp i Antarktis, lat -70,70, long 67,37)
Martin Ridge är en bergstopp i Antarktis. Den ligger i Östantarktis. Australien gör anspråk på området. Toppen på Martin Ridge är 1 038 meter över havet.
Terrängen runt Martin Ridge är kuperad åt nordost, men åt sydväst är den platt. Terrängen runt Martin Ridge sluttar österut. Trakten är obefolkad. Det finns inga samhällen i närheten. 